# Gignac (Hérault)
Gignac (Ginhac in occitano) è un comune francese di 5 359 abitanti situato nel dipartimento dell'Hérault nella regione dell'Occitania.

## Società

### Evoluzione demografica
Abitanti censiti